# Líderes de Miranda
Los Lideres de Miranda son un equipo de béisbol profesional de Venezuela con sede en Maracay, Aragua, Venezuela. Los Lideres compiten en la Liga Mayor de Béisbol Profesional (LMBP), juegan sus partidos como locales en el Estadio José Pérez Colmenares de la ciudad de Maracay.
Es club fundador de la Liga Mayor junto a Marineros de Carabobo, Senadores de Caracas, Lanceros de La Guaira, Guerreros de Caracas y Samanes de Aragua. Fundado en 2021 como una de las seis franquicias de la Liga Mayor de Béisbol Profesional.
El propietario del equipo, eligió el nombre «Lideres» para demostrar la intención ganadora de su equipo.

## Historia

### Temporada 2021
La temporada 2021 no fue la esperada para el equipo de Miranda, ya quedaron en el 5° lugar de la tabla a 3 partidos de Samanes de Aragua y solo por delante de Lanceros de La Guaira. Líderes finalizó con un balance de 13 victorias y 17 derrotas en 30 juegos jugando para .433 quedando fuera de las semifinales.

### Temporada 2022
Para la temporada 2022 el equipo decidió mantener a Carlos García como mánager y confiar en que esta vez sería capaz de llevar al equipo a lo más alto, cosa que logró al conseguir 22 Victorias y 20 derrotas en 42 juegos, con un average de .524 y finalizando en la 4.ª posición de la tabla clasificándose a semifinales.
El equipo mirandino se midió al mejor equipo de la temporada los Marineros de Carabobo quienes tuvieron un récord de 25 victorias y 17 derrotas y eran absolutos favoritos para avanzar a la final, sin embargo los líderes lograron imponerse en 3 encuentros seguidos y eliminar a los carabobeños que se fueron en blanco al no ganar un solo partido, de esta manera a Líderes de Miranda le tocaba enfrentar a Senadores de Caracas quienes eliminaron en 5 juegos por global de 3 a 2 a los Delfines de La Guaira.
Ya en la final el equipo dirigido por Carlos García no pudo contra los vigentes campeones al caer en 4 juegos sin lograr una sola victoria, de esta manera Senadores conseguía su segundo título consecutivo.

## Símbolos
El logo de equipo consiste en un compás formado por 3 bases y dos bates que forman un arco, con las letras LM en medio en color rojo, y todo esto dentro de un círculo rojo que indica el nombre y el estado del equipo.

## Jugadores
| Pitchers | Pitchers             | Pitchers | Pitchers | Pitchers | Pitchers   | Pitchers            | Pitchers                      |
| #        | Nombre               | Batea    | Lanza    | Altura   | Peso (Lbs) | Fecha de nacimiento | Lugar de nacimiento           |
| -------- | -------------------- | -------- | -------- | -------- | ---------- | ------------------- | ----------------------------- |
|          | Acevedo, Angel       | R        | R        | 6'1      | 205        | 09/19/1998          | Calabozo,Venezuela            |
|          | Armenteros, Rogelio  | R        | R        | 6'1      | 244        | 06/30/1994          | Habana,Cuba                   |
| 73       | Breto, Liarvis       | L        | L        | 5'11     | 175        | 04/10/1993          | Carabobo,Vzla                 |
|          | Campos, Yeizo        | R        | R        | 5'11     | 175        | 04/29/1996          | Barcelona,Venezuela           |
| 45       | Caramo, Yender       | R        | R        | 6'0      | 175        | 08/25/1991          | San Felix,Vzla                |
|          | Carrizalez, Lippton  | R        | R        | 0'0      | 0          | 04/05/2002          | Venezuela                     |
| 27       | Castillo R, Jesus R  | R        | R        | 6'3      | 205        | 08/27/1995          | San Felix,Vzla                |
| 13       | Escobar, Elvis       | L        | L        | 5'8      | 181        | 09/06/1994          | La Guaira,Vzla                |
| 11       | Estevez, Wirkin      | R        | R        | 6'1      | 170        | 03/15/1992          | Santo Domingo,Dominicana      |
| 52       | Gonzalez, Gumercindo | L        | L        | 5'9      | 170        | 02/03/1990          | Tucupita, Delta Amacuro,Venez |
| 17       | Gutierrez, Alfred    | R        | R        | 6'1      | 200        | 06/12/1995          | Nueva Esparta,Vzla            |
| 98       | Hernandez, Ivan      | R        | R        | 6'2      | 249        | 07/28/1991          | Tacarigua,Vzla                |
|          | Lugo, Rito           | L        | L        | 5'10     | 185        | 11/03/1995          | Naiguata,Venezuela            |
|          | Perez, Carlos        | R        | R        | 6'3      | 161        | 07/17/2001          | Maracay, Venezuela            |
|          | Reina, Fabricio      | R        | R        | 6'3      | 175        | 02/26/2000          | Venezuela                     |
| 29       | Tapia, Alexis        | R        | R        | 6'2      | 240        | 08/10/1995          | Valencia,Vzla                 |
| 64       | Toledo, Jean         | R        | R        | 6'2      | 195        | 03/06/1983          | Barcelona,Vzla                |
| 33       | Torres, Luis         | R        | R        | 6'3      | 190        | 06/04/1994          | Barquisimeto,Vzla             |
|          | Yan, Hector          | L        | L        | 5'11     | 180        | 04/26/1999          | La Romana, Dominicana         |

| Catchers | Catchers      | Catchers | Catchers | Catchers | Catchers   | Catchers            | Catchers            |
| #        | Nombre        | Batea    | Lanza    | Altura   | Peso (Lbs) | Fecha de nacimiento | Lugar de nacimiento |
| -------- | ------------- | -------- | -------- | -------- | ---------- | ------------------- | ------------------- |
|          | Leon, Luis    | B        | R        | 6'0      | 175        | 09/10/1998          | Maracay,Venezuela   |
| 46       | Lezama, Jose  | B        | R        | 5'10     | 195        | 02/19/1998          | Maracay,Venezuela   |
|          | Nieto, Arturo | R        | R        | 6'2      | 195        | 12/09/1992          | Maracay,Venezuela   |

| Infielders | Infielders         | Infielders | Infielders | Infielders | Infielders | Infielders          | Infielders                    |
| #          | Nombre             | Batea      | Lanza      | Altura     | Peso (Lbs) | Fecha de nacimiento | Lugar de nacimiento           |
| ---------- | ------------------ | ---------- | ---------- | ---------- | ---------- | ------------------- | ----------------------------- |
| 41         | Canache, Carlos    | R          | R          | 6'1        | 170        | 11/04/2000          | Puerto Piritu,Venezuela       |
|            | Castillo, Daniel   | R          | R          | 5'11       | 150        | 01/25/2001          | Valencia,Venezuela            |
|            | Duenez, Samir      | L          | R          | 6'1        | 230        | 06/11/1996          | ,Macuto, Venezuela            |
| 2          | Fermin, Edgardo    | R          | R          | 6'0        | 171        | 05/28/1998          | Puerto Ordaz,Vzla             |
| 53         | Fuenmayor, Balbino | R          | R          | 6'3        | 230        | 11/26/1989          | Guigue, Edo. Carabobo,Venezue |
| 18         | Parra, Nicol       | L          | L          | 5'9        | 160        | 07/28/1994          | ,Maracay, Venezuela           |
|            | Pinero, Antonio    | R          | R          | 6'1        | 152        | 03/15/1999          | Bejuma,Venezuela              |
|            | Reyes, Alfredo     | R          | R          | 6'2        | 179        | 10/04/1993          | Sabana Grande de Palenque,Dom |
| 16         | Rivas, Raul        | B          | R          | 5'10       | 160        | 10/27/1996          | Cumana,Vzla                   |

| OutFielders | OutFielders      | OutFielders | OutFielders | OutFielders | OutFielders | OutFielders         | OutFielders              |
| #           | Nombre           | Batea       | Lanza       | Altura      | Peso (Lbs)  | Fecha de nacimiento | Lugar de nacimiento      |
| ----------- | ---------------- | ----------- | ----------- | ----------- | ----------- | ------------------- | ------------------------ |
| 53          | Arroyo, Carlos   | L           | R           | 5'11        | 150         | 06/28/1993          | Valencia,Vzla            |
| 23          | Domoromo, Luis   | L           | L           | 6'1         | 215         | 02/04/1992          | Portuguesa,Vzla          |
| 61          | Leonora, Ericson | R           | R           | 5'11        | 175         | 08/25/1992          | Pto.Fijo,Vzla            |
| 41          | Polanco, Sabriel | R           | R           | 5'11        | 180         | 04/04/1995          | Sosua,Dominican Republic |
| 17          | Romero, Alex     | L           | R           | 6'0         | 198         | 09/09/1983          | Maracaibo, VEN,Venezuela |
|             | Solarte, Jhon    | B           | R           | 6'0         | 165         | 12/09/2000          | Valencia,Venezuela       |

Nota:
L: Batea a la Izquierda, R: Batea a la Derecha B: Batea Ambas

## Rivalidades

### Samanes de Aragua
Los rivales que comparten estadio de momento debido a las restricciones geográficas de la Liga Mayor han creado rivalidad al querer imponerse como el mejor equipo del José Pérez Colmenares.

### Senadores de Caracas
El equipo de la capital evitó que los líderes se alzaran como campeones en 2022; a raíz de esto nace una sana rivalidad entre ambos equipos.